# Norddeutsche Radsport-Zeitung
Die Norddeutsche Radsport-Zeitung erschien als Wochenschrift für die Gesamt-Interessen des deutschen Radfahrsports ab 1. Juli 1900 bis 28. Dezember 1901 in Wollin. Die Zeitschrift wurde vom Gau 27 (Stettin) des Deutschen Radfahrer-Bunds herausgegeben.
Inwieweit der Titelzusatz Amtliches Organ des Gau 27 (Stettin) des D.R.-B. sowie zahlreicher anderer Radfahrer-Vereinigungen die tatsächliche inhaltliche Breite der Zeitschrift abdeckte und warum sie 1901 wieder eingestellt wurde, muss die weitere Forschung zeigen.
2017 wurden die beiden Jahrgänge von der Universitätsbibliothek Greifswald digitalisiert.

## Werbung in der Radsport-Zeitung
- Ostseebad Misdroy. Bundes-Einkehrstelle! Genz Hotel u. Restaurant[2]
- Stoewer’s Greif sind tadellos gebaut.[3]
- Louis Kase, Stettin
- Erdmann Malitzke, Stettin
- Herm. Engelhardt, Stettin
- Gebr. Schwartz, Stettin
- C. L. Geletneky, Stettin
- Technikum Neustadt i. Meckl.
- Damm und Staegemann, Stettin
- Buchdruckerei Louis Lipski, Wollin i. P.
- Franz Hampe, Juwelier, Stettin
- Bernhard Haefs, Stettin
- Brennabor-Räder sind weltberühmt.
- C. Karras jun., Stettin
- Ferdinand Metke, Gummiwaren, Stettin
- A. Paske, Schuhmacher
- Neudammer Fahrradwerke, Georg Mechler & Co.
- Stettiner Strumpfwaren und Trikotagen-Fabrik, B. H. Gramtz
- Paul Picknes, Gold- und Silberwaren, Stettin
- Gebr. Peth, Reparaturen von Nähmaschinen und Fahrrädern
- Paul Brötzmann, Gummiwaren

## Regionalforschung: Familien- und Ortsgeschichte
- Pommerscher Greif e.V.: Fernwehforschung in Pommern, 18. August 2017